# Moraea schimperi
Moraea schimperi là một loài thực vật có hoa trong họ Diên vĩ. Loài này được (Hochst.) Pic.Serm. miêu tả khoa học đầu tiên năm 1950.